# Rudolf Ulrich Krönlein

Rudolf Ulrich Krönlein, vor 1909

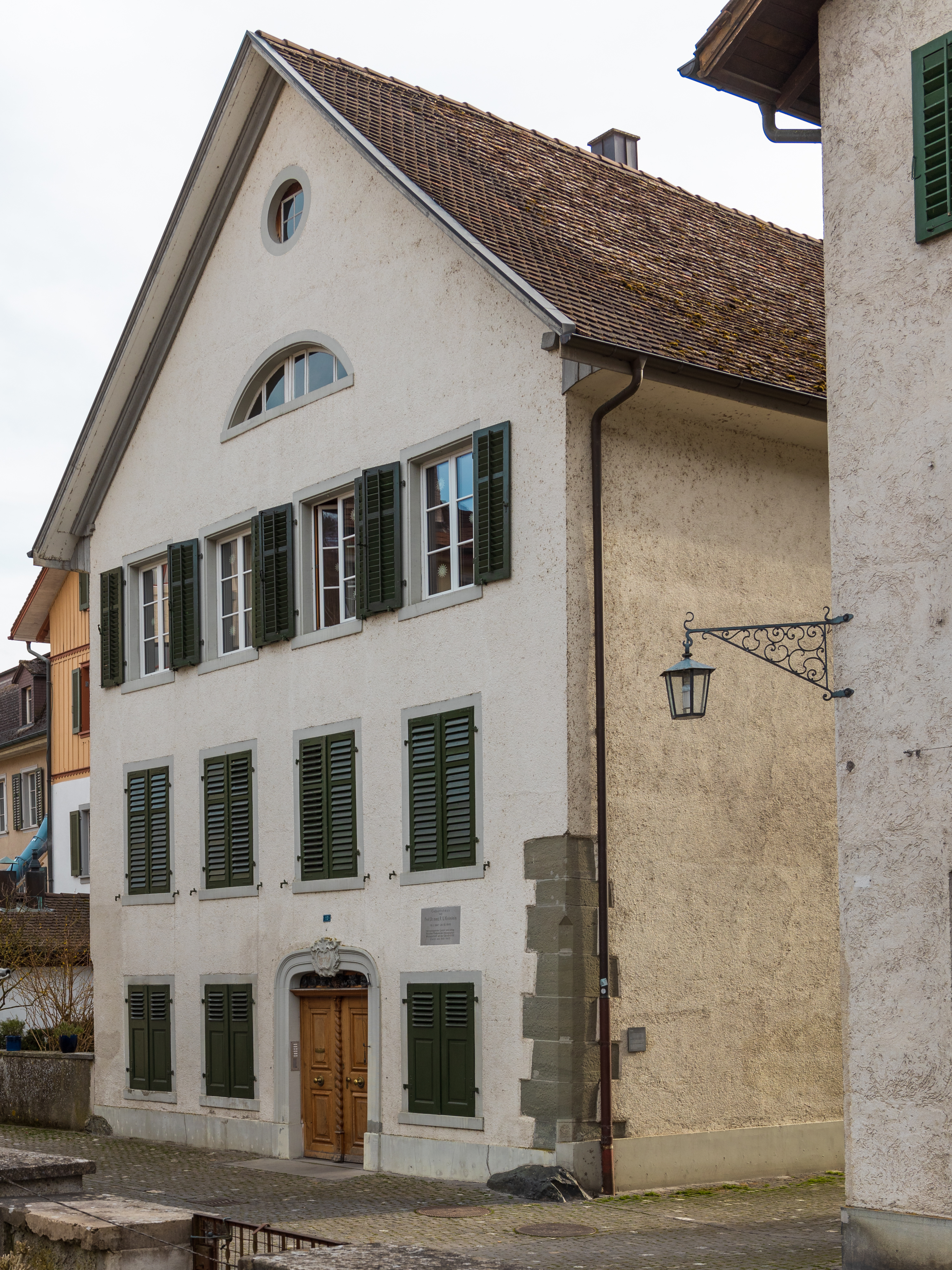
Geburtshaus in Stein am Rhein

Rudolf Ulrich Krönlein, auch Rudolph Ulrich Krönlein (* 19. Februar 1847 in Stein am Rhein; † 26. Oktober 1910 in Zürich), war ein Schweizer Chirurg. Er war Professor der Chirurgie in Zürich und 1884 der Erste, der den Wurmfortsatz bei einer perforierten Wurmfortsatzentzündung mittels Appendektomie entfernte.

## Leben

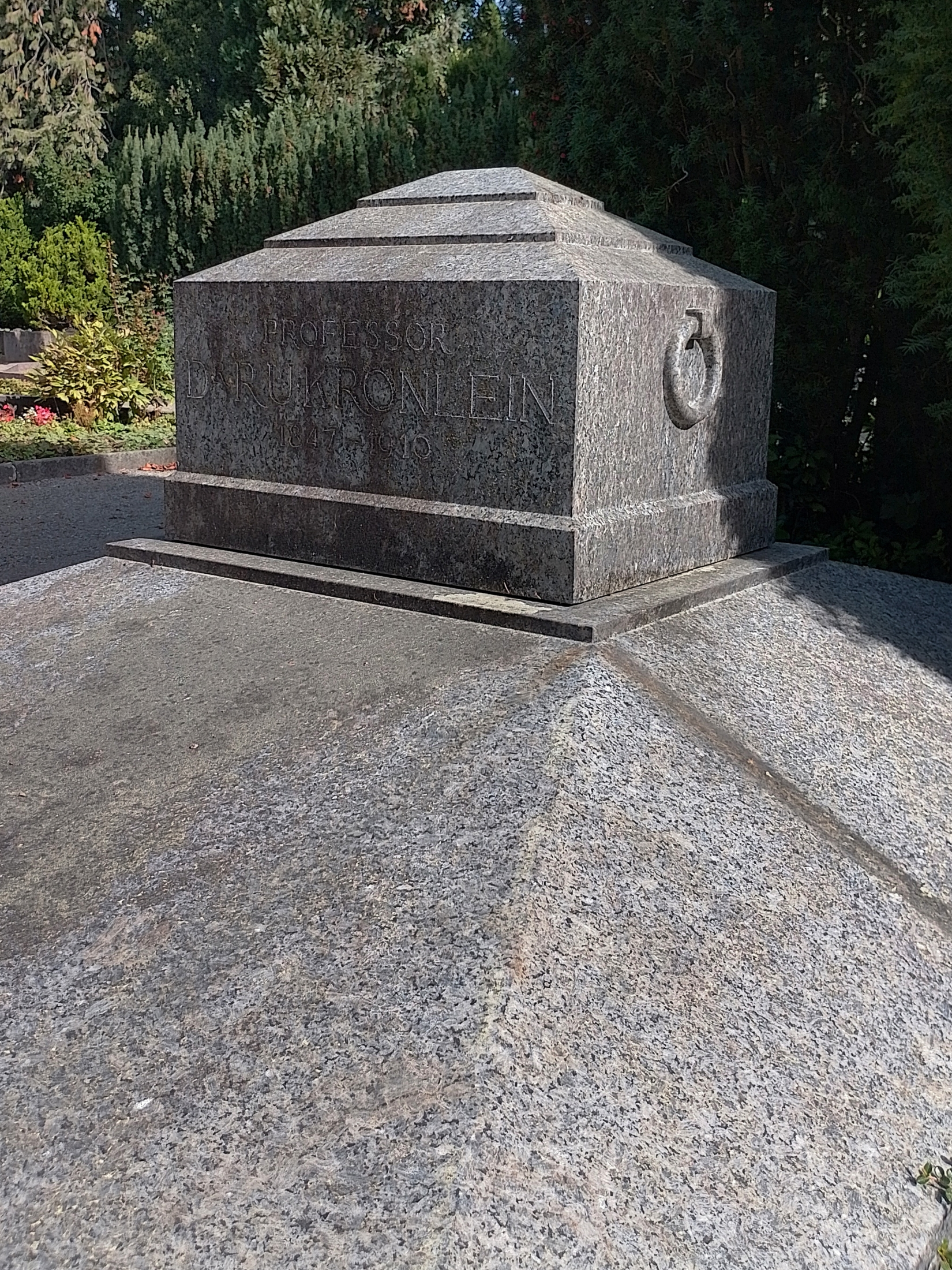
Grab, Friedhof Enzenbühl, Zürich

Rudolf Ulrich Krönleins Eltern waren der Gerber Johann Michael Krönlein und dessen Ehefrau Anna Elisabeth geborene Gräflein. Er besuchte die Kantonsschule Schaffhausen und war Mitglied der Mittelschulverbindung Scaphusia Schaffhausen. Er begann sein Medizinstudium 1866 an der Universität Zürich, setzte es 1868 an der Rheinischen Friedrich-Wilhelms-Universität Bonn fort und beendete es in Zürich 1870 mit dem Staatsexamen. Im selben Jahr war Krönlein – mit Edmund Rose, Zürcher Ordinarius für Chirurgie – während des Deutsch-Französischen Krieges im Lazarett Tempelhof bei Berlin tätig. Am 8. August 1872 wurde Krönlein zum Dr. med. promoviert. Anschliessend ging er zu dem berühmten Berliner Chirurgen Bernhard von Langenbeck. Es folgten 1874 die Habilitation und 1878 die Ernennung zum ausserordentlichen Professor sowie zum Direktor der Chirurgischen Klinik in Giessen. Schon 1879 kehrte Krönlein zu von Langenbeck zurück. Hier erhielt er 1881 den Ruf aus Zürich zum Nachfolger seines Lehrers Rose als Ordinarius für Chirurgie. Im selben Jahr (1881) wurde er Direktor der Chirurgischen Klinik und Poliklinik am Kantonsspital Zürich. Von 1886 bis 1888 war Krönlein zugleich Rektor der Universität Zürich. Er war der Doktorvater der ersten Schweizer Chirurgin, Anna Heer, die er auch  gefördert hatte. An Krönleins Klinik führte sein Oberarzt Schlatter 1897 eine der ersten erfolgreichen operativen Entfernungen des gesamten Magens (Gastrektomie) durch. Im Herbst 1910 erkrankte Krönlein schwer und trat von seinen Posten zurück. Sein Nachfolger wurde am 15. Oktober 1910 Ferdinand Sauerbruch, der wenige Tage vor Krönleins Tod noch eine Gold- und Geldspende, die er zuhause verwahrt hatte (vom übrigen Nachlass wurden nach seinem Ableben Steuerschulden bezahlt), für den Aufbau einer Kinderabteilung am Kantonsspital erhalten hatte und zudem für Krönlein die Briefe einer ehemaligen Geliebten verbrannt haben soll. Mit dieser Spende wurde dann zusammen mit einem von Krönlein dem Kuratorium der Klinik vermachten Bargeldbetrag eine Kinderklinik errichtet. Rudolf Ulrich Krönlein fand auf dem Friedhof Enzenbühl seine letzte Ruhestätte.

### Spezialgebiete
Rudolf Ulrich Krönlein arbeitete über die Peritonitis. Als eine wegweisende Leistung wird die erstmals von ihm durchgeführte operative Entfernung eines entzündeten Wurmfortsatzes (Appendizitis), der durchgebrochen und ursächlich für eine schwere Bauchfellentzündung war, angesehen, wodurch 1884 die Entwicklung der Appendektomie bei fortgeschrittener Blinddarmentzündung begann. (Für die Ehefrau des Chemikers und Nobelpreisträgers Richard Willstätter kam 1908 jedoch Krönleins Hilfe zu spät, da zu seiner Zeit keine Operationen in der Nacht durchgeführt wurde, die Operation der an akuter und fortgeschrittener Blinddarmentzündung leidenden Frau von Krönlein auf den nächsten Morgen verschoben wurde). Für die Operation des Pankreas hat Krönlein den anatomischen Weg beschrieben. Auch gilt er als Pionier der Lungenresektion, die von ihm 1883 in Form einer Keilresektion an einem Mädchen mit Lungenmetastase eines Sarkoms schon vor der Erfindung des Druckdifferenzverfahrens durch Ferdinand Sauerbruch vorgenommen wurde. Unter anderem mit seinen Untersuchungen über Schusswirkungen auf Schädel und Gehirn (Krönleinschuss) von 1896 bis 1899  erwarb er sich zudem besondere Verdienste um die Hirnchirurgie.

### Mitgliedschaft
Krönlein war Mitglied der Deutschen Gesellschaft für Chirurgie (DGCH), an deren Jahresversammlung er 1905 für ein Jahr zum Vorsitzenden gewählt wurde.

## Veröffentlichungen (Auswahl)
- Über die operative Behandlung acuter, diffuser, jauchig-eiteriger Peritonitis. In: Archiv für klinische Chirurgie. Band 33, 1886, S. 507 ff.
- Weitere Bemerkungen über die Lokalisation der Hämatome der Art. meningea media und deren operative Behandlung. In: Beiträge zur klinischen Chirurgie. Band 13, 1895, S. 66–74 (siehe auch Digitalisat).
- Zur cranio-cerebralen Topographie. In: Beiträge zur klinischen Chirurgie. 22. Band, 1898, S. 364‒370 + Tafeln VI und VII.
- Ein einfacher Kraniometer. In: Zentralblatt für Chirurgie. Band 26, 1899, S. 1 ff.
- Ein Wort zur Abwehr. Separatdruck der Neuen Zürcher Zeitung. Zürich 1903.